# Église Saint-François de Lavaur
L'église Saint-François de Lavaur est une église catholique située à Lavaur, en France.

## Localisation
L'église est située dans le département français du Tarn, sur la commune de Lavaur.

## Historique

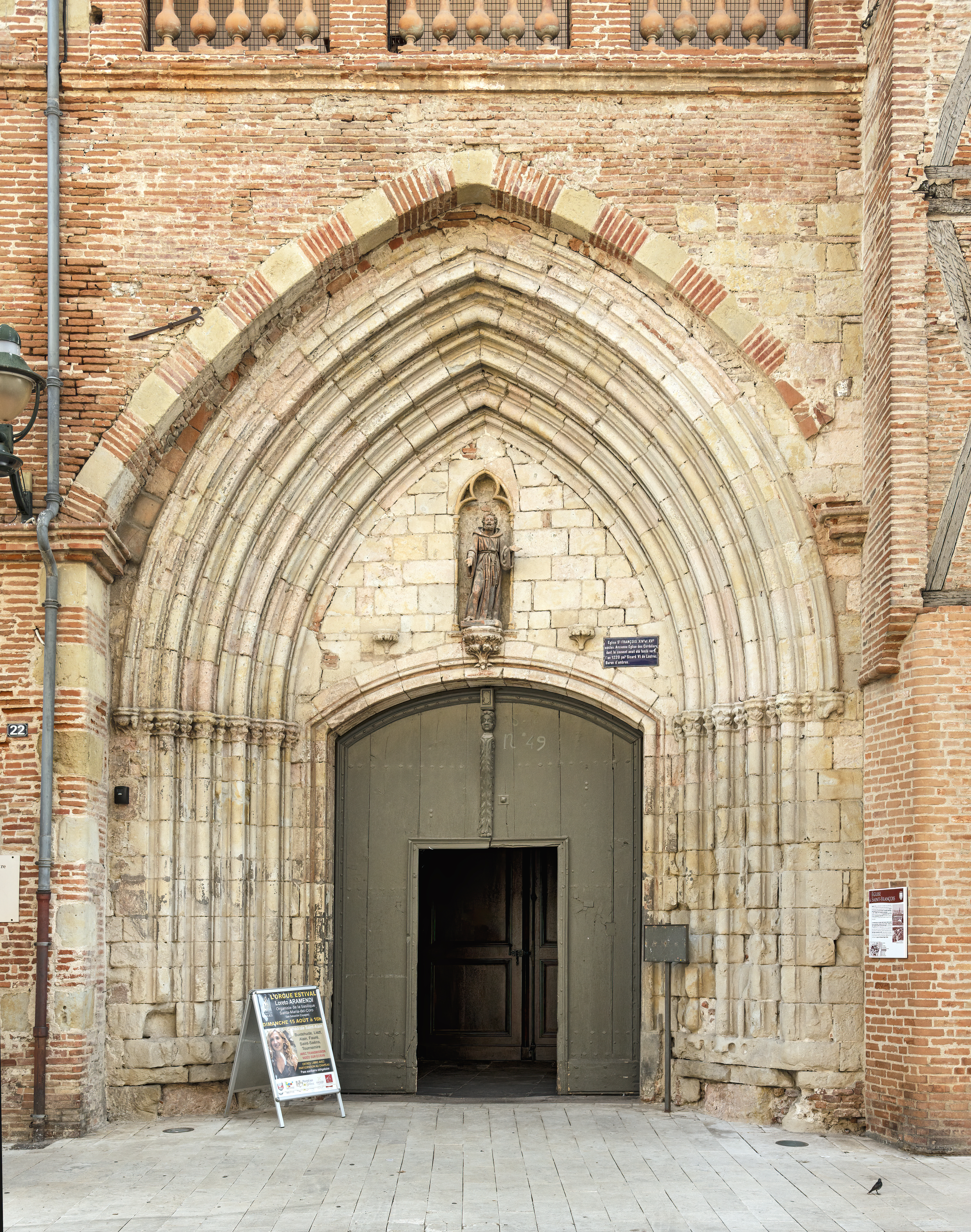
Portail du XIV

Les fortifications du castrum de Lavaur sont démantelées après 1211. Il va s'ensuivre une augmentation de la population. La ville s'étend vers l'ouest, le long de la route menant à Toulouse, rue du Barry, actuelle Grand-Rue, qui a une vocation marchande.
Une communauté franciscaine s'y installe avant 1235 avec un monastère et une église à l’initiative du vicomte de Lautrec, seigneur d’Ambres, Sicard VI de Lautrec, qui a été inhumé dans l'église. E. de Lecger avait proposé dans Le Tarn chrétienne la date de 1226 pour la fondation du monastère franciscain de Lavaur, mais sans preuves. Parmi les documents sur le couvent, on trouve une donation de 25 livres tournois par Sicard d'Alaman, en 1279. En 1334, le chapitre cathédral et les Cordeliers se disputent sur des questions de sépultures. La nomination d'Archambaud de Lautrec comme évêque de Lavaur, de 1348 à 1357, a dû permettre l'achèvement du premier état de l'ensemble conventuel. En 1368, un concile se réunit dans l'église et non dans la cathédrale, alors en travaux. En 1413, Finemonde des Près, veuve du vicomte de Montclar, prévoit un don de 10 livres à l'église dans son testament. En 1434, Étienne Belli, frère de l'évêque Jean Belli, fait un don de 2 livres pour les réparations du couvent.
L'église est orientée nord-sud. Le chœur de l'église Saint-François et deux travées de la nef datent du XIIIe siècle, l'abside du XIVe siècle, la nef du XVe siècle. L'église a été consacrée en 1350, puis de nouveau le 27 juin 1512 par l'évêque Jean Colomby, évêque de Troyes, Pierre de Rosergues étant évêque de Lavaur.
Le couvent a été détruit par les protestants.
L'église est inoccupée pendant la Révolution. Elle sert de magasin à fourrage entre 1790 et 1800.
L'église a été rendue au culte en 1801. Une tribune est construite en 1848 au-dessus de l'entrée. Les grands travaux de rénovation de l'église commencent en 1849 avec l'arrivée du curé Rayssac.
Le décor intérieur de l'église date du XIXe siècle :
- les peintures des voûtes sont dues à Gayral, peintre de Toulouse,
- la peinture de la totalité de l'église, sauf les voûtes, au peintre décorateur Louis Bordieu,
- La fabrique passe commande de trois vitraux à personnages au peintre verrier Louis Bordieu, en 1852-1853, puis les cinq verrières de l'abside par Louis-Victor Gesta, en 1888 (il les répare en 1899).
- les terres cuites sont réalisées par l'atelier Virebent de Toulouse : calvaire, pietà, peut-être les sept grandes statues du chœur (saint François, saint Pierre, saint Paul, saint Augustin, saint Cyprien, saint Philippe et saint Louis roi).

L'édifice est classé au titre des monuments historiques en 1996.

## Description
L'église construite en briques est à nef unique, adoptant un plan assez habituel dans les églises gothiques languedociennes.
- Longueur : 56 m
- Largeur : 11 m
- Hauteur à la clé de voûte : 17 m

La travée du clocher est la limite entre deux campagnes de construction de la nef. Les quatre travées de la partie sud, côté portail, datent du XVe siècle. La partie nord se compose de deux parties : 
- le chœur avec de grandes fenêtres très longues surmontées d'un oculus. Cette partie reprend le style languedocien du XIVe siècle. L'élégance des feuillages qui ornent les chapiteaux des pilastres de l'arc triomphal laisse à penser qu'ils ont été réalisés à l'époque de l'évêque Archambaud de Lautrec, vers 1347-1350, comme le portail de l'église qui aurait ensuite été déplacé.
- la partie entre l'arc triomphal et la travée du clocher, comportant quatre travées qui sont pour la plupart dépourvues de chapelles latérales, dont une où se trouvait l'ancienne porte latérale.

Dans les quatre travées situées au sud, les chapelles latérales sont intégrées entre les contreforts de la nef. Au XVe siècle, se multiplient les confréries dans l'église Saint-François qui ont leurs chapelles.
La première chapelle, à droite de l'entrée, est celle de la confrérie Saint-Côme-Saint-Damien fondée en 1501. La quatrième chapelle, du même côté, a pour titulaire saint Eutrope dont le culte a été introduit en 1450. La premier chapelle de gauche est celle des fonts baptismaux entierment décorée par Louis Bourdieu.

### Orgue de tribune
L'orgue a été réalisé par le facteur d'orgues toulousain Théodore Puget, entre 1863 et fin 1865. Il a été inauguré en janvier 1866.
L'orgue a été restauré en 2001 par le facteur d'orgue Gérard Bancells, de Rabastens.

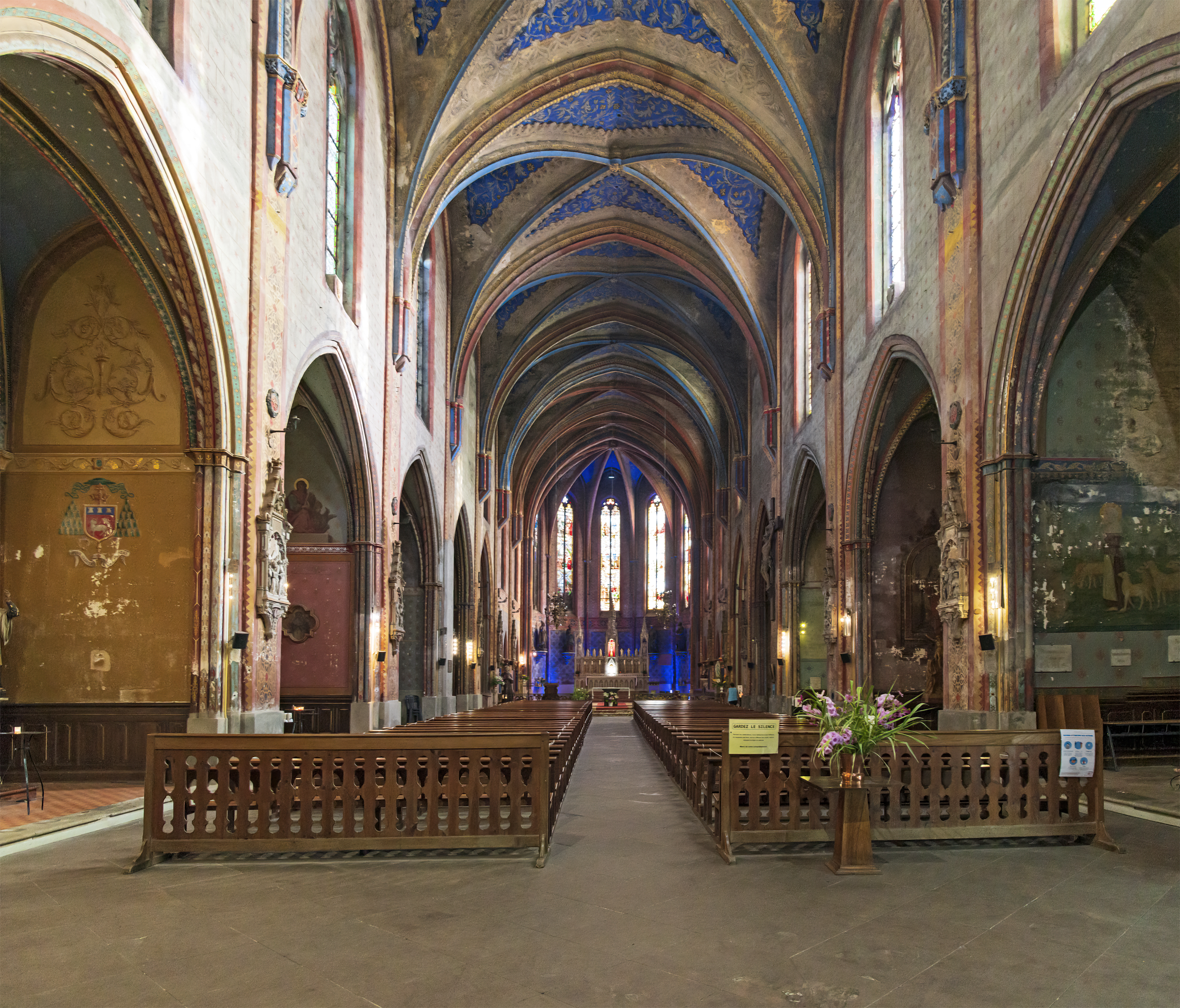
La nef et le chœur
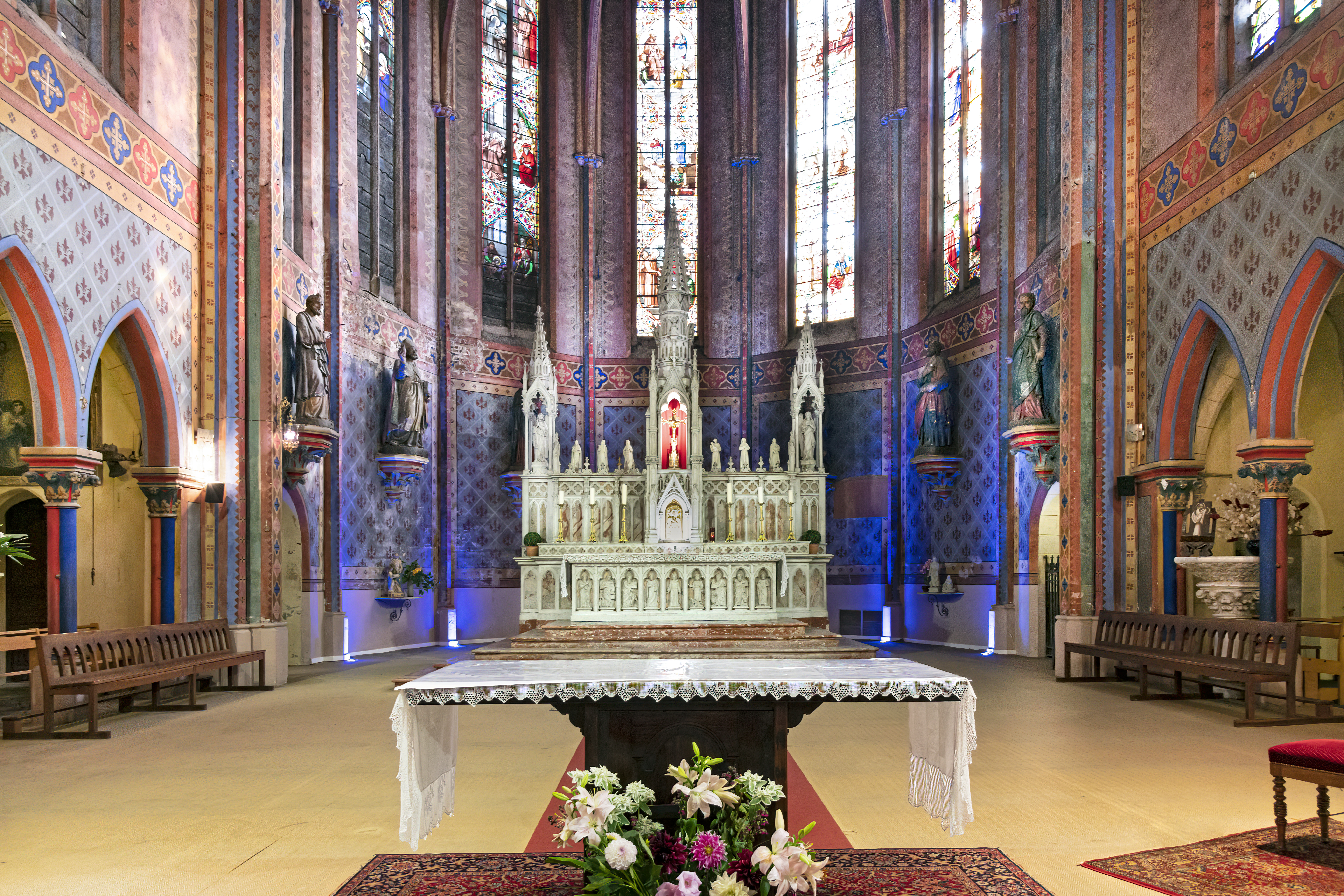
Le Chœur
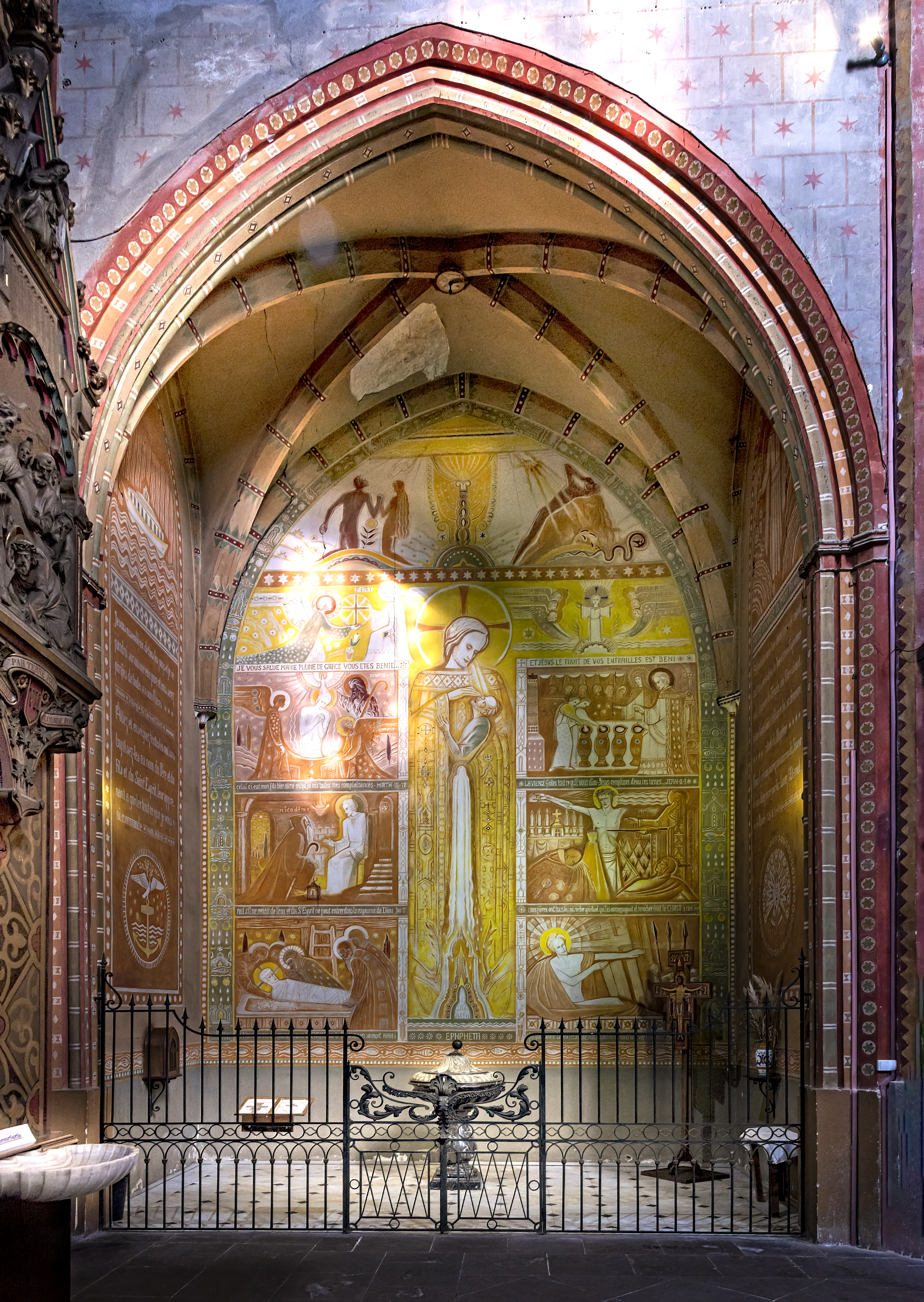
Chapelle des fonts baptismaux
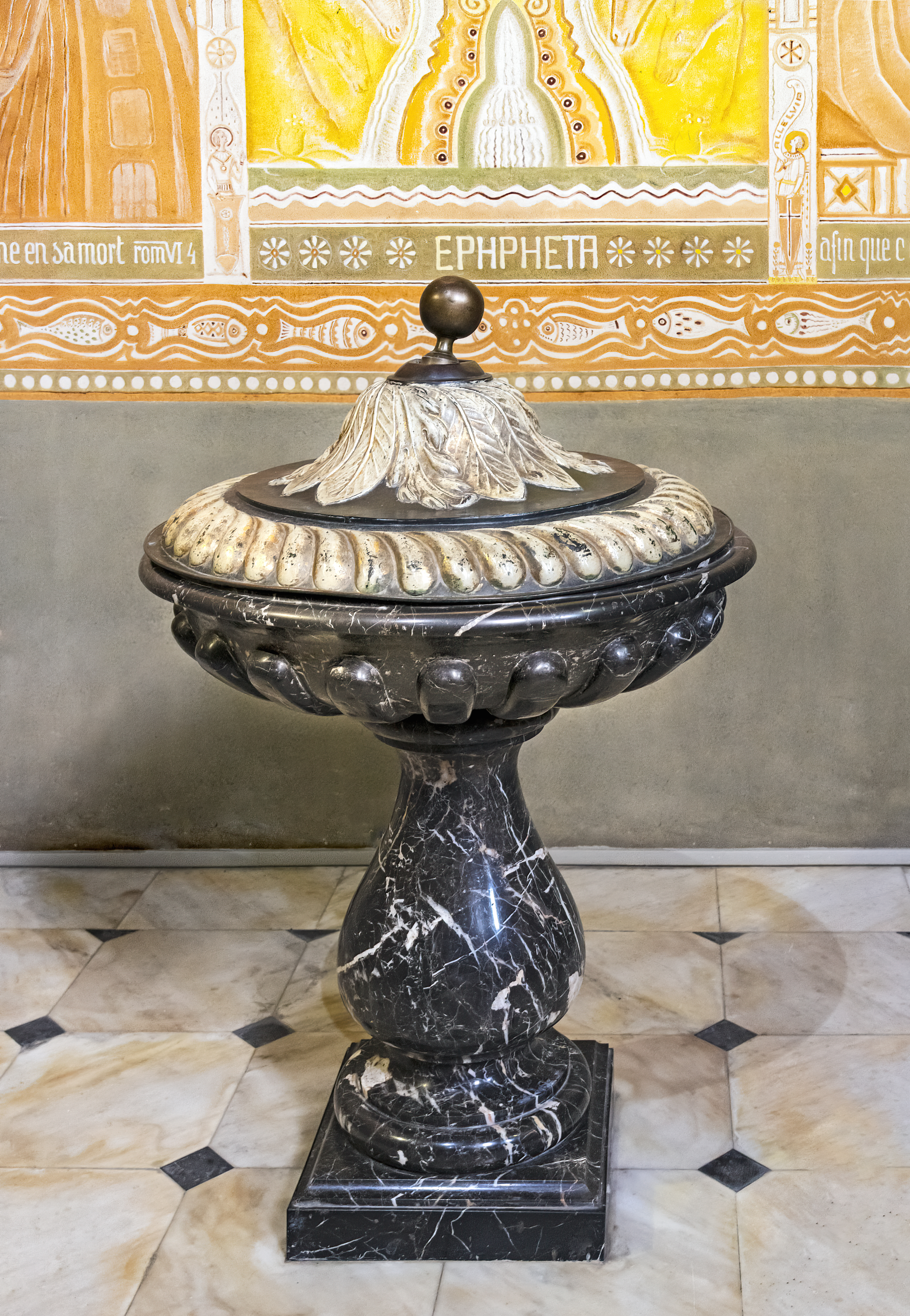
Les fonts baptismaux
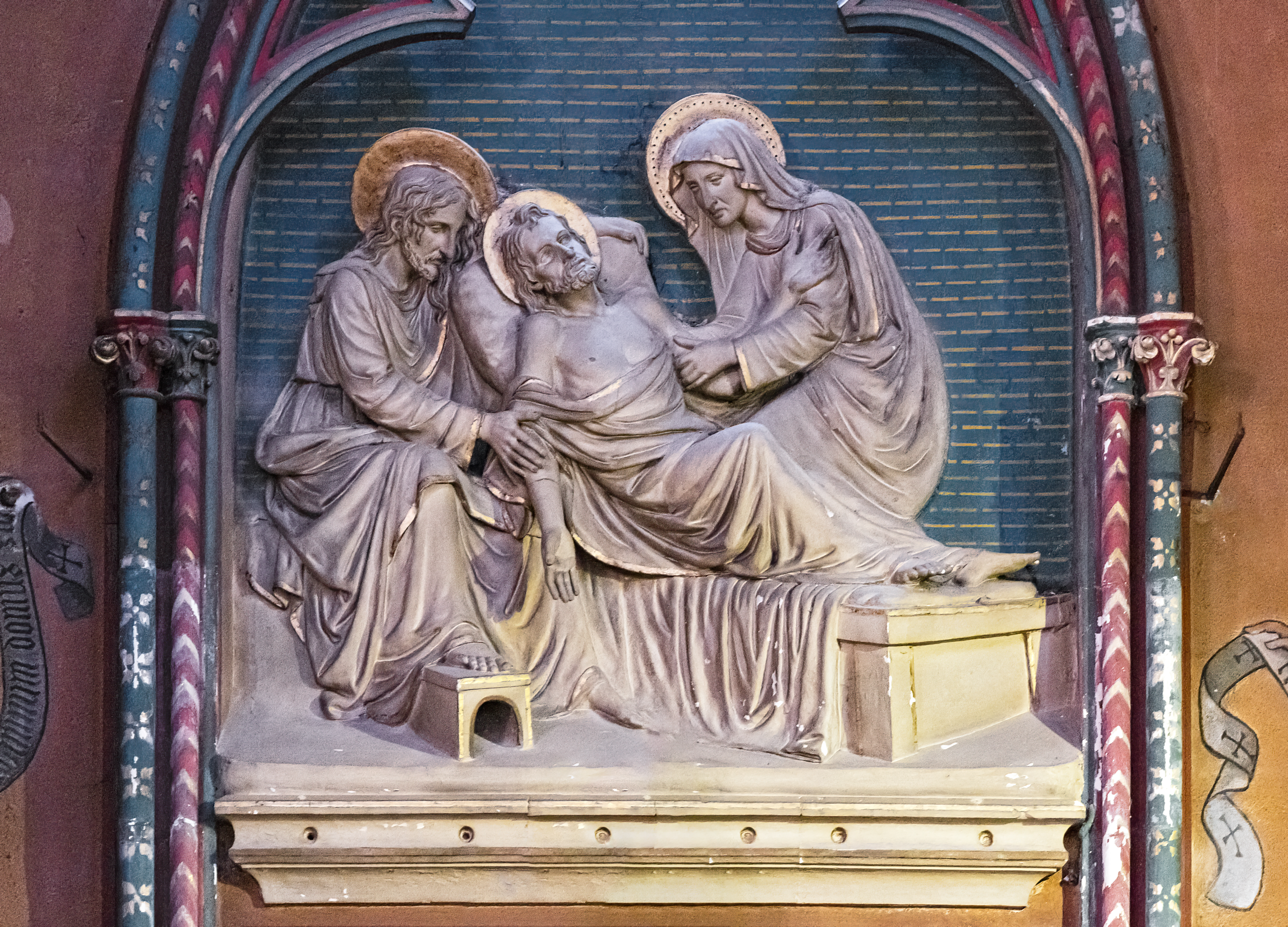
La mort de Joseph - Gaston Virebent
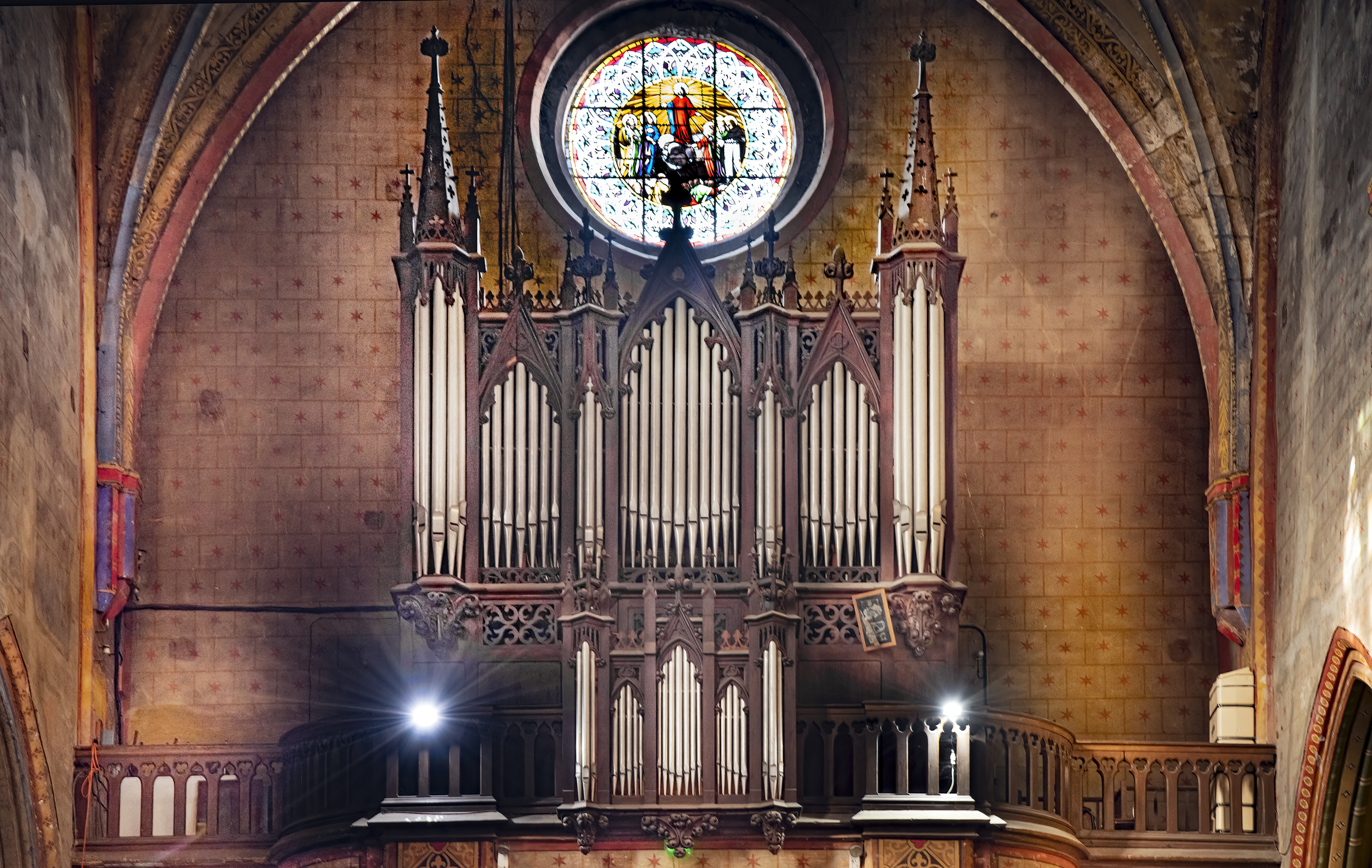
Orgue de Théodore Puget